# Turó de les Basses
El Turó de les Basses és una muntanya de 979 metres que es troba entre els municipis de Les Llosses i de Ripoll, a la comarca catalana del Ripollès.